# Wierzbno metróállomás
A Wierzbno egy metróállomás Varsóban a varsói M1-es metró vonalán.

## Szomszédos állomások
A metróállomáshoz az alábbi állomások vannak a legközelebb:
- Racławicka (Młociny, M1-es metróvonal)
- Wilanowska (Kabaty, M1-es metróvonal)

## Átszállási kapcsolatok
| M1 (Młociny ↔ Kabaty) |                        |                         |
| Állomás               | Átszállási kapcsolatok | Fontosabb létesítmények |
| Wierzbno              | 174, 218, 700 18, 31   |                         |